# Mojre
Mojre so v grški mitologiji tri sestre, hčere Zevsa. Kloto je predla življenjsko nit, Lahezis jo je vlekla in tako delila usodo, Atropa pa jih je prerezala. Rimljani jih imenujejo Parke. 